# Freshwater (pièce de théâtre)
Pour les articles homonymes, voir Freshwater.
Freshwater (Eau douce) est une pièce de théâtre écrite et réalisée par Virginia Woolf en 1935. 
Il s'agit de la seule œuvre dramatique de l'auteure. Bien que cette pièce n'ait été jouée qu'une fois du vivant de Virginia Woolf, elle a depuis été traduite dans de nombreuses langues, et jouée dans autant de pays. Freshwater est une courte comédie en trois actes qui propose une satire de l'époque victorienne.

## Genèse et mise en scène

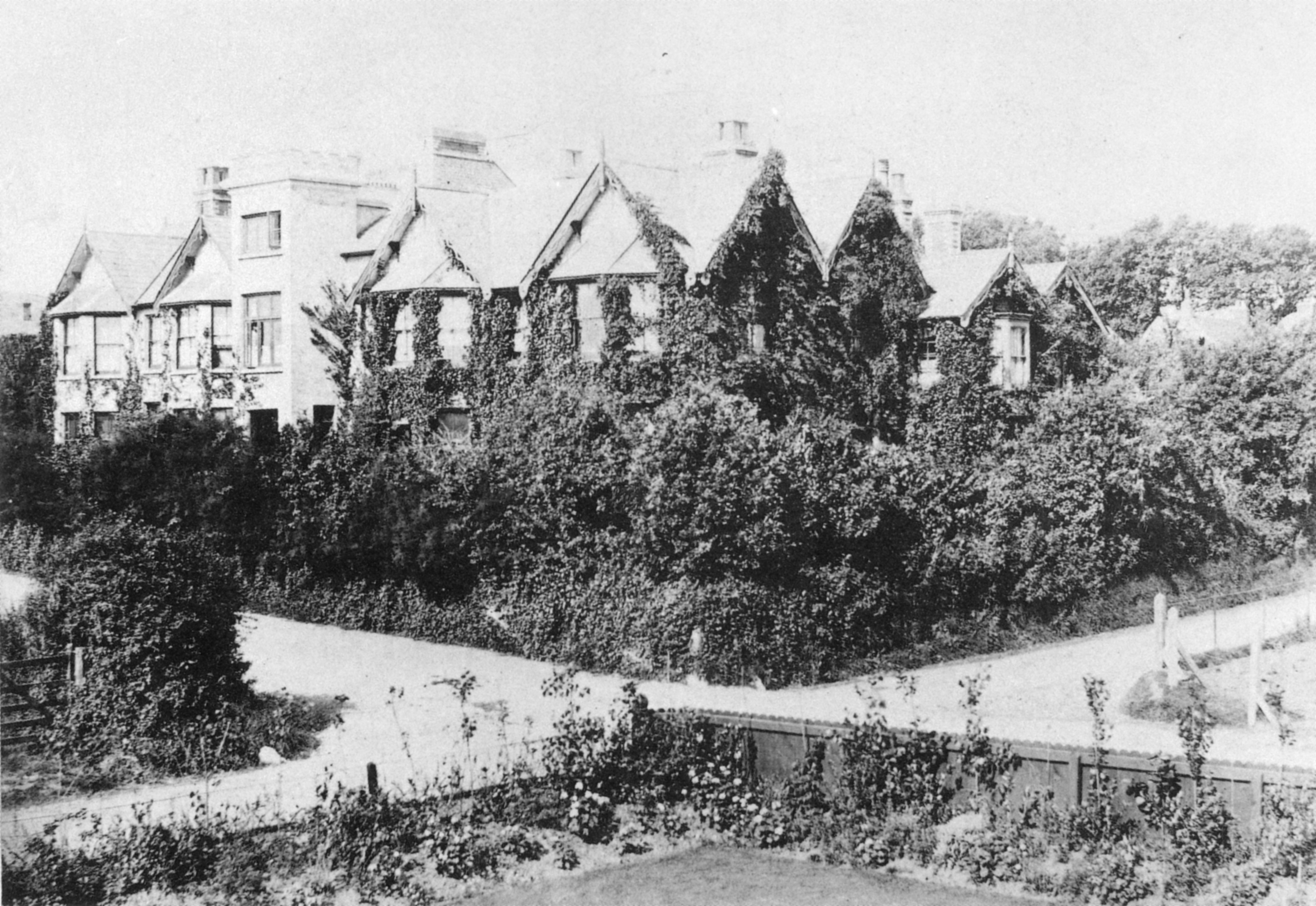
Dimbola Lodge en 1871, le décor dEau Douce.

Virginia Woolf réalise des recherches sur la vie de sa grand-tante, la photographe Julia Margaret Cameron, dont elle publie les résultats dans un essai intitulé Pattledom (1925), et plus tard, dans son introduction à son édition des photos de Cameron (1926),. Elle avait aussi commencé en 1923 à travailler à une pièce de théâtre basée sur un épisode de la vie de Cameron, mais ce projet n'avait pas connu pas de suite. 
Finalement, la pièce est représentée le 18 janvier 1935 au studio de sa sœur Vanessa Bell, rue Fitzroy à Londres. Woolf en est elle-même la metteur en scène, et les acteurs sont essentiellement des membres du Groupe de Bloomsbury :  Leonard, son mari, sa sœur Vanessa, la fille de celle-ci, Angelica Garnett, et le père de cette dernière, Duncan Grant. La pièce n'est pas jouée à nouveau au cours de la vie de Virginia Woolf. 
Le texte est trouvé parmi les papiers de Leonard Woolf après la mort de celui-ci en 1969, et n'est publié qu'en 1976. La maison d'édition Hogarth Press la publie alors, éditée par Lucio Ruotolo, qui vivait à l'époque dans la maison de Virginia Woolf, Monk's House,. L'édition est illustrée par Edward Gorey.

## Personnages
- Julia Margaret Cameron
- Charles Henry Foin Cameron, mari de Julia Margaret
- G. P. Watts, peintre
- Ellen Terry, actrice, femme G. P. Watts
- Lord Tennyson, poète et voisin
- M. Craig
- Marie-Madeleine, femme de ménage

## Intrigue

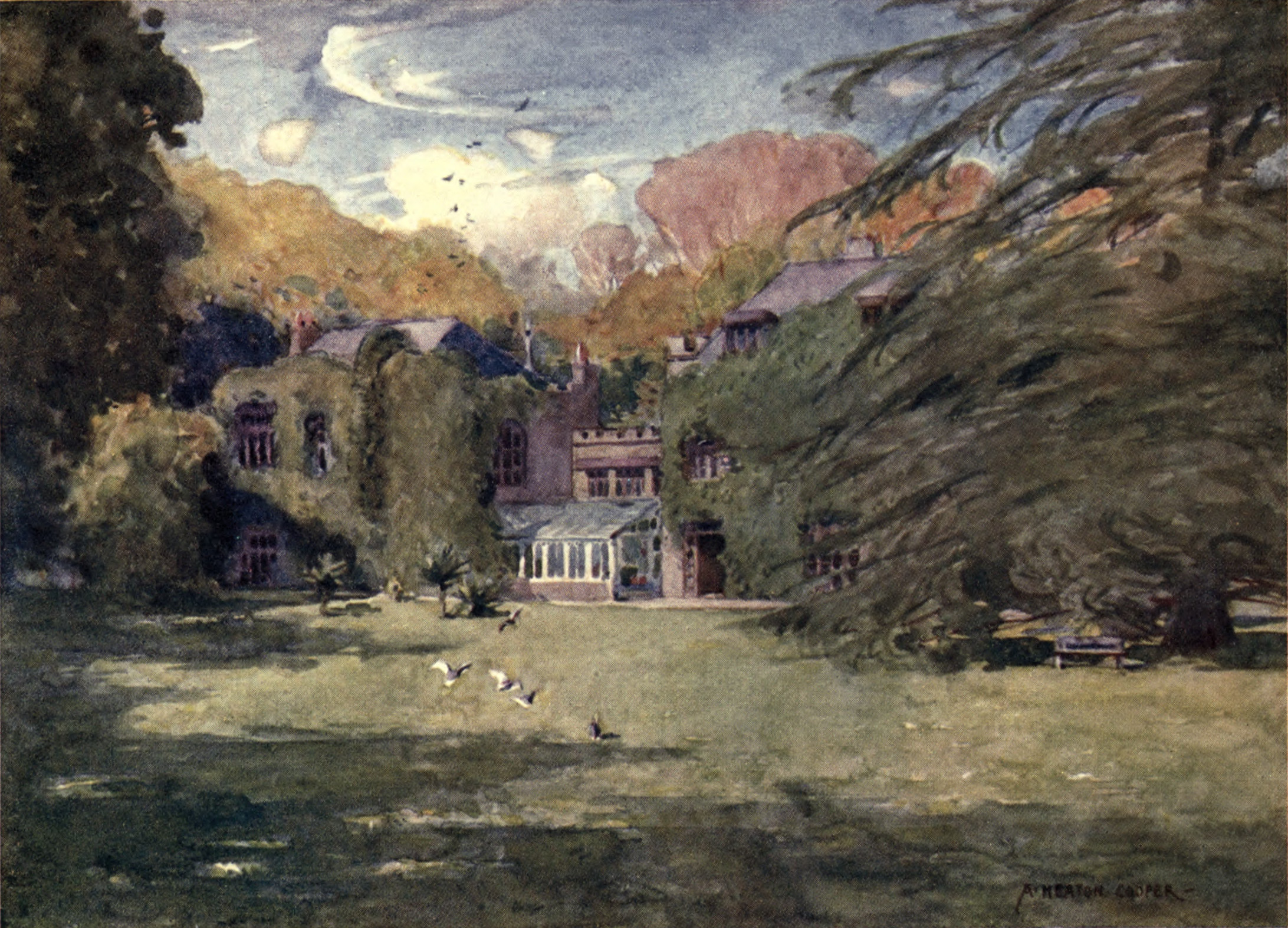
La demeure de Tennyson, Farringford House, à Freshwater.

La pièce tire son nom de Freshwater, un village sur l'île de Wight en Angleterre, où Julia Margaret Cameron, dans les années 1860, dans sa demeure nommée Dimbola Lodge, mène une vie de bohème entourée de plusieurs artistes et personnalités du monde littéraire, dont George Frederick Watts et Tennyson. La maison voisine de Tennyson, Farringford, est un autre lieu où convergent les artistes. L'intrigue tourne autour de la jeune actrice Ellen Terry et de ses tentatives pour échapper à son mariage avec Watts, plus âgé qu'elle. La pièce traite notamment d'histoires familiales, et se moque aussi des conventions de l'époque victorienne, que le groupe de Bloomsbury combat et auxquelles il souhaite échapper. Les Cameron se préparent à partir pour l'Inde, tandis que Mme Cameron et Mme Watts s'attardent à dépeindre Ellen. Ellen, elle, s'intéresse à un jeune lieutenant naval, qu'elle conçoit comme sa chance de s'évader pour aller à Bloomsbury. Ces différents points de l'intrigue rassemblent en un seul après-midi un certain nombre d'événements historiques.

## Représentations
À New York en 2009, les versions de 1923 et de 1935 sont combinées pour la première fois dans une production Off-Broadway, dans le cadre des célébrations du 128e anniversaire de Wirginia Woolf,. À la suite de la représentation, Charles Isherwood loue notamment les jeux de mots, le langage de cette œuvre.
À Londres, la pièce est jouée en 2012 dans l'ancienne maison de Virginia Woolf au 46 Gordon Square (qui fait maintenant partie de l'École des Arts, Birkbeck College). Freshwater a également été réalisée dans la Monk's House, à Rodmell, dans le Sussex.
La pièce est traduite en français en 1982, en espagnol en 1980, et en allemand en 2017. Elle est présentée à Paris en 1982 au Centre Pompidou, et à Mayence, en Allemagne, en 1994. La mise en scène de la production française est relancée en 1983, à New York, et compte notamment, parmi ses comédiens, Eugène Ionesco, Alain Robbe-Grillet, Nathalie Sarraute, Joyce Mansour, Guy Dumur et Florence Delay,.

## Réception

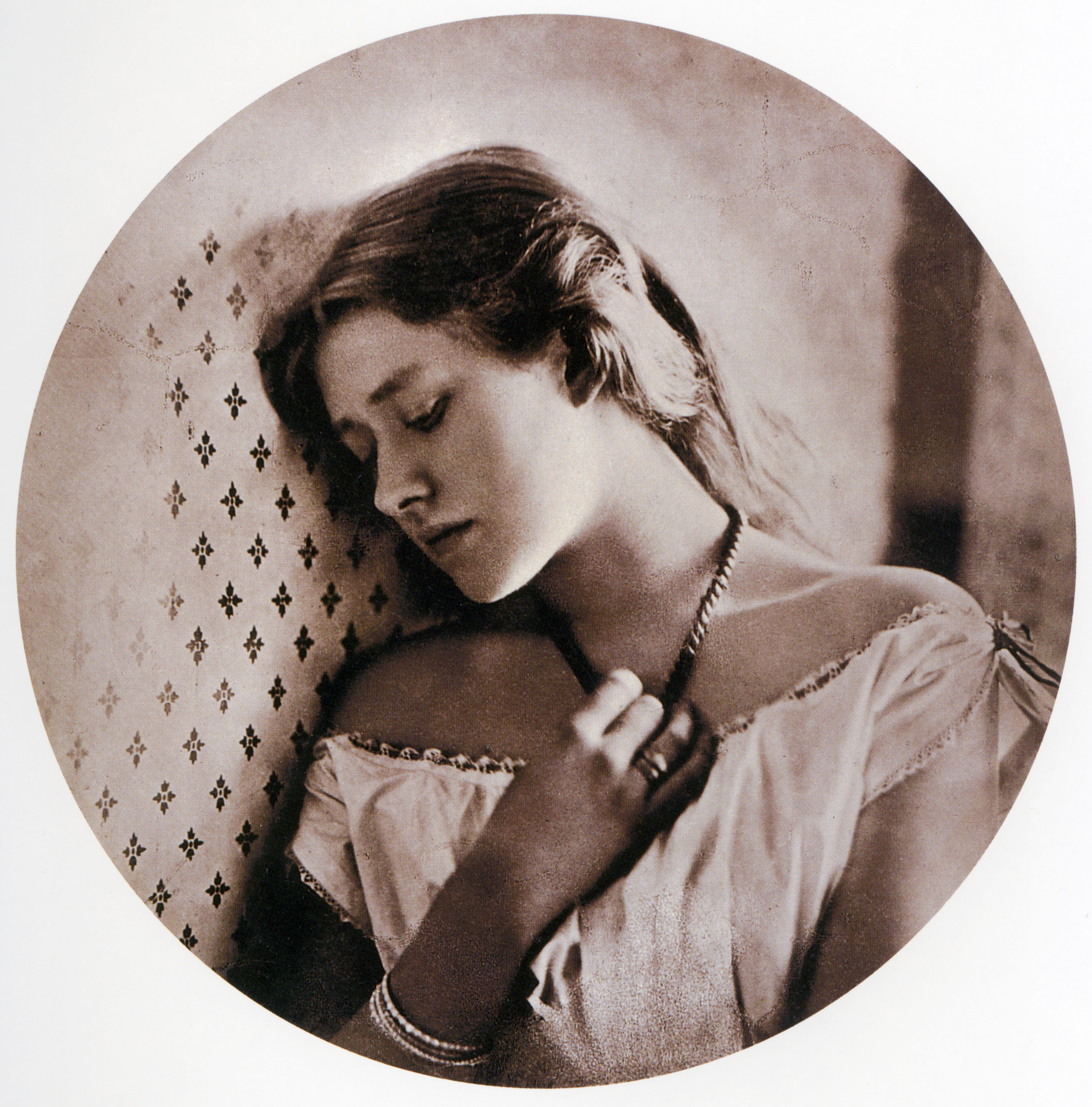
Ellen Terry par Cameron, en 1864.

Bien qu'elle ait initialement été un travail de petite envergure, non destiné à la publication, et même parfois considéré comme frivole, cette pièce revêt un sens plus riche lorsqu'elle est mise en relation avec la démarche et les idées de Woolf. Derrière la trame dramatique qu'elle présente, la pièce propose une réflexion sur les changements générationnels et sur la liberté artistique. Tout comme Woolf, le personnage de Cameron lutte contre les catégories de classe sociale et de genre propres au monde victorien. Les thèmes et les réflexions de ce texte annoncent les œuvres ultérieures de l'auteure que sont La Promenade au phrase et Une chambre à soi. Le vol en avion d'Ellen pour Bloomsbury est notamment analysé comme symbolisant la libération du patriarcat.